# 센난군

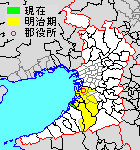
오사카부 센난군의 범위 (1.구마토리정 2.다지리정 3.미사키정)

센난군(일본어: 泉南郡, せんなんぐん)은 일본 오사카부에 있는 군이다. 인구 64,519명, 면적 72.04km², 인구밀도 896명/km².(2025년 3월 1일, 추계인구)
이하 3정으로 구성된다.
- 구마토리정(熊取町)
- 다지리정(田尻町)
- 미사키정(岬町)

## 군역
1896년 발족 당시의 군역은, 위의 3정 외에 현재의 행정 구역으로 대략 아래 구역에 해당한다.
- 기시와다시의 대부분
- 가이즈카시
- 이즈미사노시
- 센난시
- 한난시

## 역사

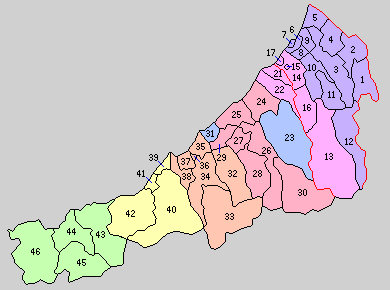
1.야마다이카미촌 2.야마다이시모촌 3.미나미카모리촌 4.야기촌 5.기타카모리촌 6.기시와다정 7.기시와다하마정 8.기시와다촌 9.누마노촌 10.하부고촌 11.아마카촌 12.히가시카쓰라기촌 13.니시카쓰라기촌 14.아소고촌 15.시마촌 16.기시마촌 17.가이즈카정 21.기타코기촌 22.미나미코기촌 23.구마토리촌 24.기타나카도리촌 25.사노촌 26.히네노촌 27.나가타키촌 28.가미노고촌 29.미나미나카도리촌 30.오쓰치촌 31.다지리촌 32.신게촌 33.히가시신다치촌 34.기타신다치촌 35.니시신다치촌 36.나루타키촌 37.다루이촌 38.오노신다치촌 39.오자키촌 40.히가시톳토리촌 41.니시톳토리촌 42.시모쇼촌 43.단노와촌 44.후케촌 45.교시촌 46.다나가와촌 (보라:기시와다시 분홍:가이즈카시 빨강:이즈미사노시 등색:센난시 노랑:한난시 녹색:미사키정 파랑:합병 없음)

- 1896년 4월 1일 - 군제 시행에 따라, 미나미군·히네군의 구역으로 센난군을 설치.(3정 40촌)
  - 구 미나미군(3정 14촌) - 야마다이카미촌(山直上村), 야마다이시모촌(山直下村), 미나미카모리촌(南掃守村), 야기촌(八木村), 기타카모리촌(北掃守村), 기시와다정(岸和田町), 기시와다하마정(岸和田浜町), 기시와다촌(岸和田村), 누마노촌(沼野村), 하부고촌(土生郷村), 아마카촌(有真香村), 히가시카쓰라기촌(東葛城村), 니시카쓰라기촌(西葛城村), 아소고촌(麻生郷村), 시마촌(島村), 기시마촌(木島村), 가이즈카정(貝塚町)
  - 구 히네군(26촌) - 기타코기촌(北近義村), 미나미코기촌(南近義村), 구마토리촌(熊取村), 기타나카도리촌(北中通村), 사노촌(佐野村), 히네노촌(日根野村), 나가타키촌(長滝村), 가미노고촌(上之郷村), 미나미나카도리촌(南中通村), 오쓰치촌(大土村), 다지리촌(田尻村), 신게촌(新家村), 히가시신다치촌(東信達村), 기타신다치촌(北信達村), 니시신다치촌(西信達村), 나루타키촌(鳴滝村), 다루이촌(樽井村), 오노신다치촌(雄信達村), 오자키촌(尾崎村), 히가시톳토리촌(東鳥取村), 니시톳토리촌(西鳥取村), 시모쇼촌(下荘村), 단노와촌(淡輪村), 후케촌(深日村), 교시촌(孝子村), 다나가와촌(多奈川村)
- 1911년 10월 1일 - 사노촌이 정제 시행으로 사노정(佐野町)이 됨.(4정 39촌)
- 1912년 1월 1일 - 누마노촌·기시와다하마정·기시와다촌·기시와다정이 합병하여, 새로이 기시와다정이 발족.(3정 37촌)
- 1922년 11월 1일 - 기시와다정이 시제 시행으로 기시와다시(岸和田市)가 되어, 군에서 이탈.(2정 37촌)
- 1928년 1월 1일 - 기타신다치촌이 개칭하여 신다치촌(信達村)이 됨.
- 1928년 4월 1일 - 기타카모리촌이 정제 시행과 개칭으로 하루키정(春木町)이 됨.(3정 36촌)
- 1931년 4월 1일 - 가이즈카정·시마촌·아소고촌·기타코기촌·미나미코기촌이 합병하여, 새로이 가이즈카정이 발족.(3정 32촌)
- 1935년
  - 4월 15일 - 기시마촌이 가이즈카정에 편입.(3정 31촌)
  - 7월 1일 - 야마다이카미촌·야마다이시모촌이 합병하여, 야마다이정(山直町)이 발족.(4정 29촌)
- 1937년
  - 2월 21일 - 야기촌·하루키정이 합병하여, 새로이 하루키정이 발족.(4정 28촌)
  - 4월 1일 - 기타나카도리촌이 사노정에 편입.(4정 29촌)
- 1938년 3월 3일 - 하부고촌이 기시와다시에 편입.(4정 28촌)
- 1939년
  - 4월 10일 - 니시카쓰라기촌이 가이즈카정에 편입.(4정 27촌)
  - 6월 1일 - 오자키촌이 정제 시행으로 오자키정(尾崎町)이 됨.(5정 26촌)
- 1940년
  - 4월 1일 - 다루이촌이 정제 시행으로 다루이정(樽井町)이 됨.(6정 23촌)
  - 6월 1일 - 아마카촌·히가시신다치촌이 기시와다시에 편입.(6정 21촌)
- 1941년 2월 11일 - 신다치촌·히가시신다치촌이 합병하여, 신다치정(信達町)이 발족.(7정 19촌)
- 1942년 4월 1일 - 하루키정·야마다이정·미나미카모리촌이 기시와다시와 합병하여, 새로이 기시와다시가 발족.(5정 18촌)
- 1943년
  - 2월 11일 - 후케촌이 정제 시행으로 후케정(深日町)이 됨.(6정 17촌)
  - 3월 10일 - 다나가와촌이 정제 시행으로 다나가와정(多奈川町)이 됨.(7정 16촌)
  - 5월 1일 - 가이즈카정이 시제 시행으로 가이즈카시(貝塚市)가 되어, 군에서 이탈.(6정 16촌)
- 1948년 4월 1일 - 사노정이 시제 시행과 개칭으로 이즈미사노시(泉佐野市)가 되어, 군에서 이탈.(5정 16촌)
- 1951년 11월 3일 - 구마토리촌이 정제 시행으로 구마토리정(熊取町)이 됨.(6정 15촌)
- 1953년 5월 3일 - 다지리촌이 정제 시행으로 다지리정(田尻町)이 됨.(7정 14촌)
- 1954년 4월 1일 - 히네노촌·나가타키촌·가미노고촌·미나미나카도리촌·오쓰치촌이 이즈미사노시에 편입.(7정 9촌)
- 1955년 4월 1일 - 단노와촌·후케정·교시촌·다나가와정이 합병하여, 미사키정(岬町)이 발족.(6정 7촌)
- 1956년 9월 30일
  - 신게촌·신다치정·니시신다치촌·나루타키촌·다루이정·오노신다치촌이 합병하여, 센난정(泉南町)이 발족.(5정 3촌)
  - 오자키정·니시톳토리촌·시모쇼촌이 합병하여, 난카이정(南海町)이 발족.(5정 1촌)
- 1960년 11월 1일 - 히가시톳토리촌이 정제 시행으로 히가시톳토리정(東鳥取町)이 됨.(6정)
- 1970년 7월 1일 - 센난정이 시제 시행으로 센난시(泉南市)가 되어, 군에서 이탈.(5정)
- 1972년 10월 20일 - 난카이정·히가시톳토리정이 합병하여, 한난정(阪南町)이 발족.(4정)
- 1991년 10월 1일 - 한난정이 시제 시행으로 한난시(阪南市)가 되어, 군에서 이탈.(3정)